# Adela de Meissen
Adela de Meissen (també Adelheid o Adele) (? - 23 d'octubre del 1181) fou reina consort danesa pel seu matrimoni amb el rei Sven III Era filla de Conrad el Gran, marcgravi de Meissen, i Lutgarda de Ravenstein. Adela va néixer a Meissen. Es casà amb Sven el 1152. Com a reina de Dinamarca, Adela no va ser popular, i fou criticada per influir sobre el seu cònjuge que abandonà les costums daneses en favor de les germàniques. Amb Sven tingué un fill mort jove i Luccardis, que fou muller del marcgravi d'Ístria Bertold I. Enviudà el 1157, quan el seu marit morí en la batalla de Grathe Heath, i es casà amb el comte Adalbert III de Ballenstedt. Amb Adalbert tingué a Gertrudis, cònjuge de Walter d'Arnstein.